# Gone Now
Gone Now é o segundo álbum de estúdio da banda de indie pop estadunidense Bleachers, lançado em 2 de junho de 2017. O álbum lida com as dificuldades de envelhecer, bem como perder pessoas na vida. Ele se inspira em sonoridades pop dos anos 80, misturadas com uma visão moderna.

## Arte de capa
De acordo com Antonoff, a foto de si mesmo na capa é uma visão de como ele seria se estivesse morto. Em uma série de vídeos destrinchando o álbum, ele afirmou:
É por isso que na capa – todo mundo diz tipo, "o que você é, um ditador?" E eu digo tipo não, cara, eu estou morto. Eu deveria estar morto. Eu pensei se eu estivesse morto, como eu seria? Eu estaria em preto e branco, e seria suntuoso, e bem vestido. Essa é a foto que você teria em um porta-retratos se eu não estivesse mais aqui.
A roupa também foi usada na turnê de Gone Now.

## Prêmios
| Publicação      | Premiação                     | Ano  | Rank | Ref.  |
| --------------- | ----------------------------- | ---- | ---- | ----- |
| The Independent | Os 30 Melhores Álbuns de 2017 | 2017 | 27   | [ 5 ] |
| NME             | Álbuns do Ano de 2017 da NME  | 2017 | 26   | [ 6 ] |

## Alinhamento de faixas
| N.º            | Título                                       | Compositor(es)                | Produtor(es)                                            | Duração |  |
| 1.             | "Dream of Mickey Mantle"                     | Jack Antonoff Tom Krell       | Antonoff                                                | 3:10    |  |
| 2.             | "Goodmorning"                                | Antonoff Emile Haynie         | Antonoff Haynie (co-produtor) Organized Noize ( adic. ) | 3:13    |  |
| 3.             | "Hate That You Know Me"                      | Antonoff Julia Michaels       | Antonoff Greg Kurstin (co-produtor)                     | 3:06    |  |
| 4.             | "Don't Take the Money"                       | Antonoff Ella Yelich-O'Connor | Antonoff Kurstin (co-produtor) Vince Clarke ( adic. )   | 3:36    |  |
| 5.             | "Everybody Lost Somebody"                    | Antonoff Evan Smith           | Antonoff Haynie ( adic. )                               | 3:55    |  |
| 6.             | "All My Heroes"                              | Antonoff                      | Antonoff                                                | 3:04    |  |
| 7.             | "Let's Get Married"                          | Antonoff Smith Paul Jefferies | Antonoff Nineteen85                                     | 3:06    |  |
| 8.             | "Goodbye"                                    | Antonoff                      | Antonoff Sounwave ( adic. ) John Hill ( adic. )         | 2:57    |  |
| 9.             | "I Miss Those Days"                          | Antonoff                      | Antonoff Kurstin ( adic. )                              | 3:38    |  |
| 10.            | "Nothing Is U"                               | Antonoff                      | Antonoff                                                | 2:23    |  |
| 11.            | "I'm Ready to Move On/Mickey Mantle Reprise" | Antonoff Sam Daw              | Antonoff Organized Noize ( adic. )                      | 4:24    |  |
| 12.            | "Foreign Girls"                              | Antonoff                      | Antonoff Sounwave (co-produtor)                         | 4:01    |  |
| Duração total: | Duração total:                               | Duração total:                | Duração total:                                          | 40:34   |  |

## Créditos
Músicos
| - Jack Antonoff – vocais principais - Evan Smith – vocais de fundo (faixas 1 e 7), saxofone (faixas 1, 2, 9, 11 e 12) e trompas (faixas 5, 7 e 10) - Camilla Venturini – vocais falados (faixas 1, 5, 6 e 11) - Nico Segal – trompete (faixas 2, 8, 9 e 12) - Lena Dunham – vocais de fundo (faixas 2, 7 e 8) - Andrew Dost – vocais de fundo (faixa 2) - Alfie Silbert – choro (faixa 2) - Evan Winiker – baixo (faixa 3) - Sean Hutchinson – bateria (faixas 3, 5 e 11) - Lorde – vocais de fundo (faixas 3 e 4) - Carly Rae Jepsen – vocais de fundo (faixa 3) | - Julia Michaels – vocais de fundo (faixa 3) - Sam Dew – vocais de fundo (faixas 3, 8, 11 e 12) - Mikey Freedom Hart – guitarra (faixas 4, 7 e 11) e piano (faixa 8) - Greg Kurstin – teclado (faixa 4) e LinnDrum (faixa 4) - Mike Riddleberger – bateria (faixa 7) - MØ – vocais de fundo (faixa 7) - Nicole Atkins – vocais de fundo (faixa 9) - Phillip Peterson – instrumentos de corda (faixa 10) - Victoria Parker – instrumentos de corda (faixa 10) - Sleepy Brown – vocais de fundo (faixa 11) |

Produção
| - Jack Antonoff – produção e mistura (faixas 1, 3, 8 e 11) - Laura Sisk – produção vocal (faixas 1–3 e 5–12) e engenharia - Emile Haynie – co-produção (faixa 2), produção adicional (faixa 5) - Organized Noize – produção adicional (faixas 2 e 11) - Tom Elmhirst – mistura (faixas 2, 5, 6, 10 e 12) - Greg Kurstin – co-produção (faixas 3 e 4), engenharia (faixa 4) e produção adicional (faixa 9) - Vince Clarke – produção adicional (faixa 4) | - Julian Burg – engenharia adicional (faixa 4) - Alex Pasco – engenharia adicional (faixa 4) - Serban Ghenea – mistura (faixas 4 e 7) - Nineteen85 – produção (faixa 7) - Sounwave – produção adicional (faixas 8 e 12) - John Hill – produção adicional (faixa 8) - Neal Avron – mistura (faixa 9) |

## Desempenho nas tabelas musicais
| Tabela (2017)                                     | Melhor posição |
| ------------------------------------------------- | -------------- |
| Canadá (Billboard Canadian Albums)                | 92             |
| Estados Unidos (Billboard 200)                    | 44             |
| Estados Unidos (Billboard Top Alternative Albums) | 6              |
| Estados Unidos (Billboard Top Rock Albums)        | 9              |
| Estados Unidos (Billboard Top Tastemaker Albums)  | 9              |
| Nova Zelândia (Recorded Music NZ)                 | 6              |

## Terrible Thrills, Vol. 3
Terrible Thrills, Vol. 3 é o segundo álbum de compilação da banda estadunidense de indie pop Bleachers associado com Gone Now. O álbum é composto por nove canções divididas entre quatro discos; o primeiro foi lançado em 16 de março; o segundo, em 15 de abril; o terceiro, em 19 de maio e, por fim, o último em 17 de junho. Uma sequência de Terrible Thrills, Vol. 2 (2015), ele é um álbum de covers composto de canções do segundo álbum de estúdio da Bleachers cantado por artistas femininas, bem como canções raras e demos. Ele foi lançado pela RCA Records como uma coleção de quatro singles de 7 polegadas.

### Alinhamento de faixas
Todas as canções são cantadas pelos Bleachers, salvo anotação. O álbum completo, contando com seus quatro discos, inclui um total de 9 canções e 28 minutos e 40 segundos de duração. Ele conta com a participação de quatro artistas convidadas que não estavam presentes em Gone Now – Mitski, Muna, Julien Baker e Ani DiFranco – e uma artista convidada, Lorde, que já fornecia vocais de fundo para a canção "Don't Take The Money" em sua versão original.
| Primeiro disco de 7 polegadas |                                          |         |  |
| N.º                           | Título                                   | Duração |  |
| 1.                            | "Let's Get Married" (cantado por Mitski) | 3:41    |  |
| 2.                            | "Mickey Mantle Comes Alive"              | 4:26    |  |
| Duração total:                | Duração total:                           | 8:07    |  |

| Segundo disco de 7 polegadas |                                                                 |         |  |
| N.º                          | Título                                                          | Duração |  |
| 1.                           | "I Miss The Last Days Of Disco"                                 | 3:35    |  |
| 2.                           | "Don't Take The Money" (Demo)                                   | 1:41    |  |
| 3.                           | "All My Heroes / Hate That You Slow Me Down" (cantada por Muna) | 2:36    |  |
| Duração total:               | Duração total:                                                  | 7:52    |  |

| Terceiro disco de 7 polegadas |                                                      |         |  |
| N.º                           | Título                                               | Duração |  |
| 1.                            | "Everybody Lost Somebody" (cantado por Julien Baker) | 3:37    |  |
| 2.                            | "Goodmorning After a Breakup / Vietnam Documentary"  | 2:27    |  |
| Duração total:                | Duração total:                                       | 6:04    |  |

| Quarto disco de 7 polegadas |                                            |         |  |
| N.º                         | Título                                     | Duração |  |
| 1.                          | "Foreign Girls" (cantado por Ani DiFranco) | 3:43    |  |
| 2.                          | "And, Nothing Is You"                      | 2:54    |  |
| Duração total:              | Duração total:                             | 6:37    |  |